# 8097 Yamanishi
8097 Yamanishi (1993 RE) là một tiểu hành tinh vành đai chính được phát hiện ngày 12 tháng 9 năm 1993 bởi K. Endate và K. Watanabe ở Kitami.